# University of St Andrews

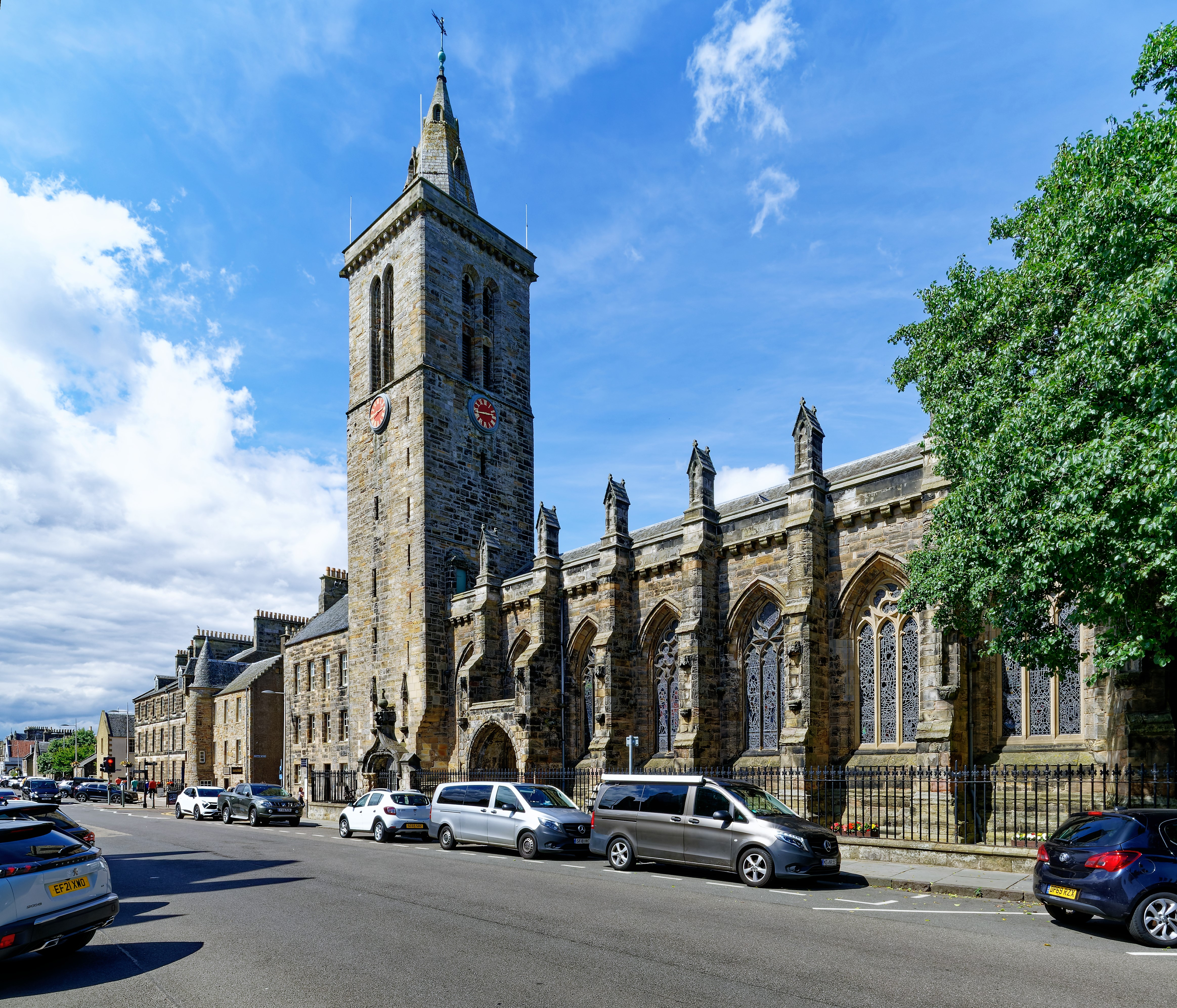
Universitätskirche St Salvator’s Chapel

Die Universität St Andrews (englisch University of St Andrews; lateinisch Universitas Sancti Andreae) zählt zu den ältesten und renommiertesten Universitäten Großbritanniens. Sie wurde 1413 gegründet und ist die älteste Universität Schottlands und nach Oxford und Cambridge die drittälteste Universität in der englischsprachigen Welt.
In Rankings zählt sie neben Oxford und Cambridge zu den drei besten Universitäten des Vereinigten Königreichs. Im Herbst 2021 nahm die Universität erneut Platz 1 im Ranking ein. 2022 nahm sie im Ranking des Guardian University Guide Platz 1 vor Oxford und Cambridge ein. Im QS World University Ranking 2023 belegte die Universität Platz 96 (Oxford: Platz 4, Cambridge: Platz 2).

## Gliederung

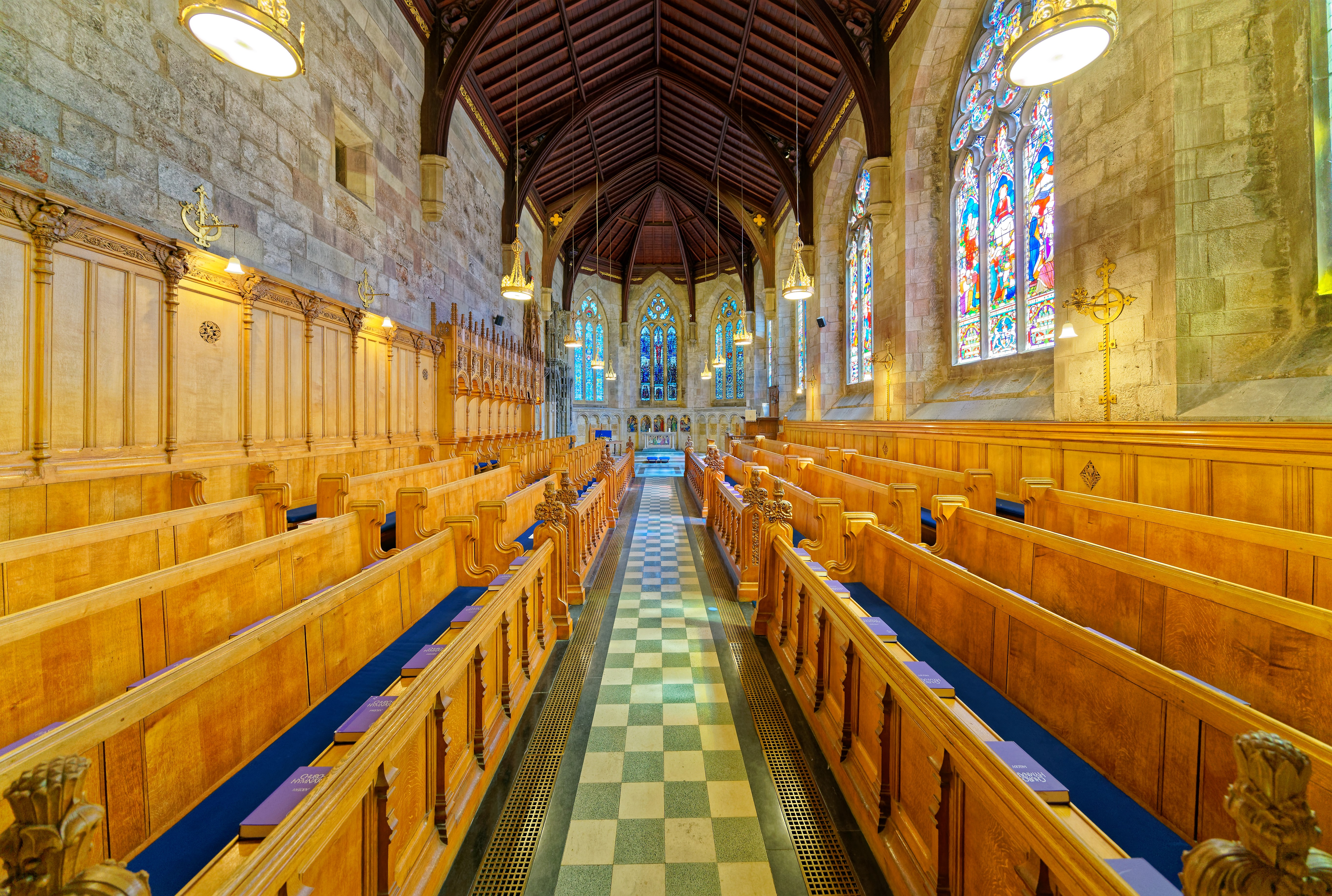
Innenraum der Universitätskirche
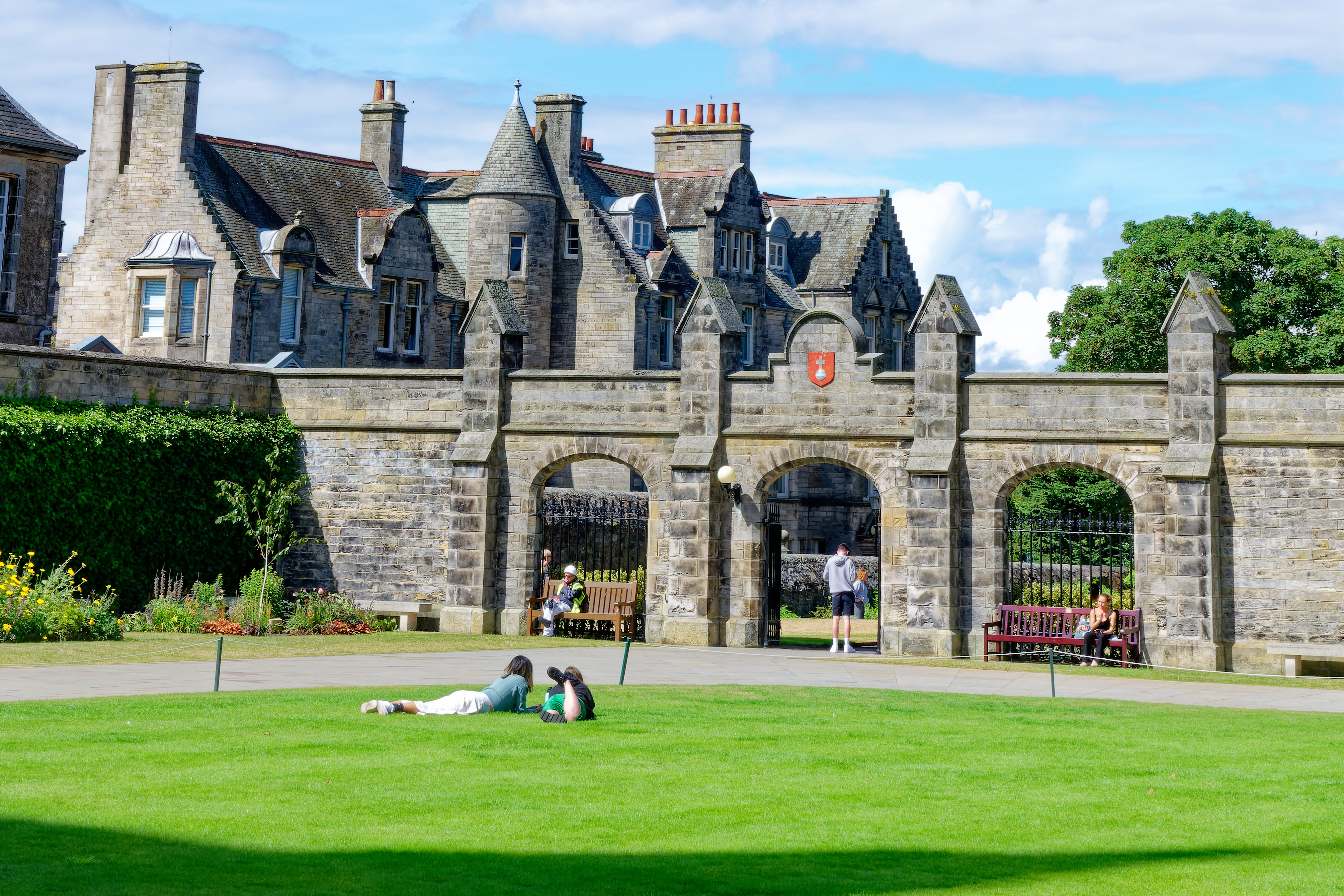
School of Classics
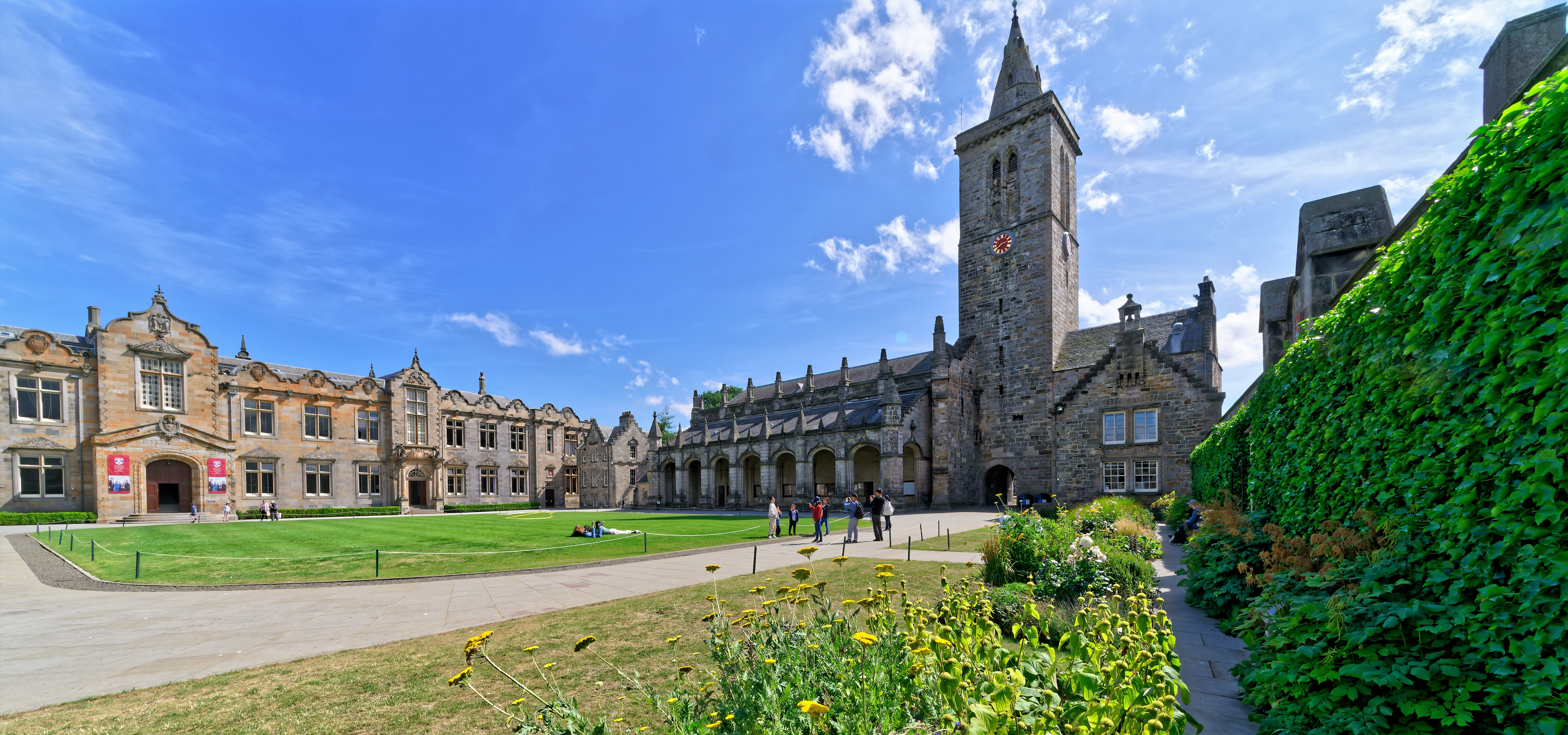
Der Innenhof
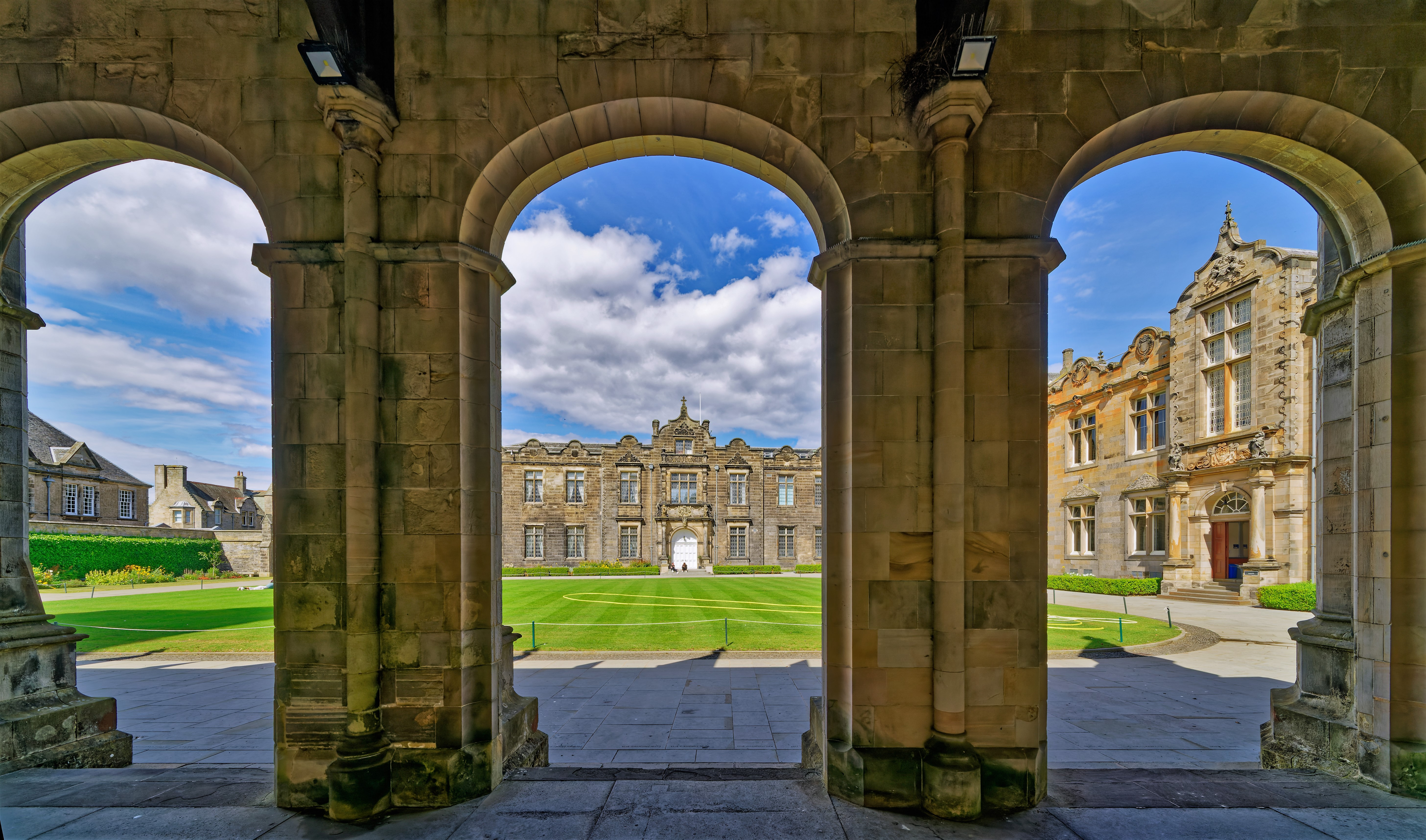
St. Salvator’s Quad

Die einzelnen Fachbereiche gliedern sich in drei sog. Colleges – United College (bestehend aus St Salvator’s und St Leonard’s College), St Mary’s College und St Leonard’s College. Die Universität gliedert sich in vier Fakultäten (Faculty of Arts, Faculty of Divinity, Faculty of Medicine, Faculty of Science) und residiert in historischen und modernen Gebäuden in der gesamten Kleinstadt – ca. ein Drittel der Bevölkerung sind entweder Studenten oder Mitarbeiter der Universität.

## Studierende
Von den 10.535 Studierenden im Studienjahr 2019/20 sind 6.195 weiblich und 4.335 männlich. 8.470 arbeiteten auf ihren ersten Hochschulabschluss hin und waren damit undergraduates. 2.065 strebten einen weiteren Abschluss an. 3.090 kamen aus Schottland, 2.550 aus England, 90 aus Wales und 975 aus der EU. Die Studentenschaft 2017 bestand aus über 137 Nationalitäten, wobei ca. 45 % der Studierenden von außerhalb des Vereinigten Königreichs kamen – allein 15 % aus Nordamerika.

## Geschichte
Gegründet wurde die University of St Andrews 1410 durch eine Gruppe von Augustinermönchen, die durch das abendländische Schisma von der Universität Paris, und durch die Anglo-Schottischen Kriege von den Universitäten Oxford und Cambridge vertrieben worden waren. Die Mönche, darunter Lorenz von Lindores, Richard Cornwall, Archidiakon von Lothian und William Stephani, dem späteren Erzbischof von Dunblane gründeten eine gelehrte Gesellschaft, die 1411 durch Bischof Henry Wardlaw mit einer Urkunde bestätigt wurde. 1413 bestätigte der avignonsche Gegenpapst Benedikt XIII. die Gründung einer Universität mit einer päpstlichen Bulle.

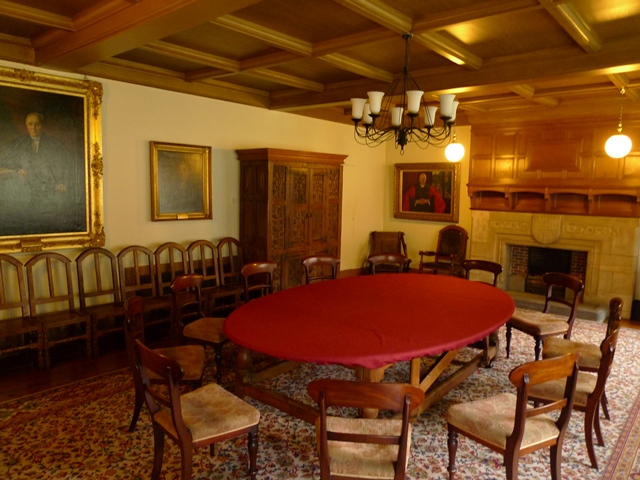
College Hall

Den eigentlichen Beginn der Lehrtätigkeit setzten Augustinermönche der Andreas-Kathedrale im Jahre 1450; nach der Gründung 1453 wurden innerhalb der Universität sukzessiv das St Salvator’s College – mit St Salvator’s Chapel – (im Jahre 1450), das St Leonard’s College (im Jahre 1511), und das St Mary’s College (im Jahre 1537) für den Lehrbetrieb eröffnet. Zu diesen Zeiten war die Hochschule noch stark klerikal ausgerichtet.
Im 19. Jahrhundert wurden in Großbritannien zahlreiche neue Universitäten gegründet und die Studentenzahl in St Andrews sank teilweise unter die Zahl von 150. Das 1897 in Dundee gegründete University College (später Queen’s College) und seine erfolgreiche Medizinfakultät stärkten den Ruf der Universität St Andrews. 1967 trennt sich diese in der selbstständig erklärten Universität Dundee, und die St Andrews Bute Medical School arbeitet seither stark mit der Universität Manchester zusammen. In den letzten Jahrzehnten hat St Andrews starke überseeische Hochschulkooperationen aufgebaut (u. a. mit der University of California, Berkeley, der Emory University in Atlanta und dem College of William & Mary in Williamsburg, Virginia).
Das universitätseigene Museum beherbergt über 112.000 Artefakte und einen Überblick über die 600-jährige Geschichte der Universität.

## Ansehen
Im Jahr 2019 platzierte der Guardian University Guide die Universität St Andrews auf den zweiten Rang im Vereinigten Königreich hinter der Universität Cambridge und verwies die Universität Oxford auf den dritten Platz. Im Jahr 2021 rückte St Andrews erneut auf Platz 1 vor.  Im Jahr 2022 behielt St Andrews Platz 1, Oxford erreichte den zweiten Platz und Cambridge Platz 3.  Die Rivalität zwischen den drei Universitäten besteht seit jeher und spiegelt sich in den wechselnden Rankingplätzen wider. In den Fächern Internationale Beziehungen, Geographie und Nachhaltige Entwicklung sowie Informatik führt die Universität regelmäßig auf Platz 1 das Ranking unter allen britischen Universitäten an – damit liegt sie hier vor den Universitäten Oxford und Cambridge.

### Geschichte der Fotografie
Aufgrund der Rolle des schottischen Physikers und Professors an der Universität St Andrews David Brewster (1781–1868) in der Verbreitung der Fotografie in ihren frühesten Jahren sowie der weltweit renommierten fotografischen Sammlung der Universitätsbibliothek bietet St Andrews einen eigenständigen Master in der Geschichte der Fotografie an. Dieser Studiengang trägt den Titel Master of Letters (kurz MLitt) in History of Photography.

### Business and Management Studies
Auch im Bereich Business and Management Studies hält St Andrews häufig vordere Ranking-Plätze. Es gelten in Business and Management Studies die schwierigsten Zugangsvoraussetzungen in ganz Großbritannien.

### Internationale Beziehungen
Der Fachbereich Internationale Beziehungen genießt einen hohen Bekanntheitsgrad nicht nur in Europa, sondern auch in Nordamerika. Die University of St Andrews bildet mit einigen wenigen nordamerikanischen Hochschulen wie Georgetown University und Harvard University die Spitze in der Terrorismus-, Sicherheits- und Konfliktforschung. Insbesondere die Verknüpfung der Internationalen Beziehungen mit dem Fachbereich der Nachhaltigen Entwicklung (Sustainable Development) einschließlich eines postgradualen Programms (Master of Science) ist darüber hinaus weltweit einzigartig. Die University of St Andrews hat in den vergangenen 15 Jahren Platz für die Forschungsvorhaben einiger führender Wissenschaftler wie Bruce Hoffman, Louise Richardson, Oliver P. Richmond, Roger Mac Ginty, Alex P. Schmid, Karin Fierke, Nick Rengger in Internationalen Beziehungen geboten.
Die Universität St Andrews gehörte der Group 94 an, einem kleinen Netzwerk forschungsintensiver Universitäten, verließ diese jedoch im Oktober 2012.

### Nobelpreise
Die Universität hat einige Nobelpreisträger hervorgebracht, unter anderem mehrere Nobelpreisträger in Chemie, Medizin, Literatur und einen Friedensnobelpreisträger.

## Kritik

### Elitarismus
Der Ruf des Elitarismus an der Universität ist oftmals Gegenstand von Kritik. Die Universität verzeichnet einen hohen Anteil von Studierenden aus gesellschaftlichen Oberschichten. Der Anteil ehemaliger Schüler von Privatschulen liegt mit 40 % weit über dem britischen Durchschnitt. Von allen britischen Universitäten hat die University of St Andrews die wenigsten Studenten aus unteren Einkommensschichten (ca. 13 % der Studentenschaft). Die Durchschnittskosten für Studentenunterkünfte sind in St Andrews im Vergleich zu anderen Universitäten in Großbritannien am höchsten.

### Studiengebührenerhöhung
Eine Studiengebührenerhöhung 2011 hat zu öffentlichkeitswirksamer Kritik geführt, die Universität würde so für nichtschottische Briten, zusammen mit der University of Edinburgh, eine der teuersten Universitäten in Großbritannien werden. Ein Studium sei dann kostspieliger als in Oxford oder Cambridge.

## Verbindungen zu den Vereinigten Staaten von Amerika
Die Universität hat historischen Bezug zu den USA.
Drei Unterzeichner der Unabhängigkeitserklärung der Vereinigten Staaten studierten in St Andrews bzw. ihnen wurde ein akademischer Grad verliehen: James Wilson, John Witherspoon und Benjamin Franklin.
Einige prominente schottische Einwanderer werden mit St Andrews assoziiert, insbesondere Andrew Carnegie, der zum Rektor der Universität gewählt und nach dem das Carnegie-Stipendium benannt wurde.
Unter den britischen Universitäten verzeichnet die University of St Andrews die höchste Quote amerikanischer Studenten.
Die Universität weist in Amerika eine starke Alumnipräsenz und Kontakte zu amerikanischen Universitäten auf, sodass Absolventen oft Mitglieder von Institutionen und Vereinigungen wie dem Princeton Club of New York werden.

## Traditionen
Studienanfänger müssen einen Eid in Latein bei ihrer Immatrikulation leisten, die sog. Sponsio Academica

“Nos ingenui adolescentes, nomina subscribentes, sancte pollicemur nos preceptoribus obsequium debitum exhibituros in omnibus rebus ad disciplinam et bonos mores pertinentibus, Senatus Academici autoritati obtemperaturos, et hujus Academiae Andreanae emolumentum et commodum, quantum in nobis sit, procuraturos, ad quemcunque vitae statum pervenerimus. Item agnoscimus si quis nostrum indecore turbulenterve se gesserit vel si parum diligentem in studiis suis se praebuerit neque admonitus se in melius correxerit eum licere Senatui Academico vel poena congruenti adficere vel etiam ex Universitate expellere.”

“We students who set down our names hereunder in all good faith make a solemn promise that we shall show due deference to our teachers in all matters relating to order and good conduct; that we shall be subject to the authority of the Senatus Academicus and shall, whatever be the position we attain hereafter, promote, so far as lies in our power, the profit and the interest of our University of St Andrews. Further, we recognize that, if any of us conducts themselves in an unbecoming or disorderly manner or shows insufficient diligence in their studies and, though admonished, does not improve, it is within the power of the Senatus Academicus to inflict on such students a fitting penalty or even expel them from the University.”

St Andrews hat wie andere alte Universitäten viele Traditionen bewahrt. Eines der weniger ernsten Ereignisse ist das jährliche, im November stattfindende „Raisin Weekend“, bei dem ältere Studenten Erstsemester als akademische Eltern adoptieren, eine riesige Schaumschlacht im St Salvator’s Quad. Die Studenten tragen dabei Kostüme, die von ihren akademischen Eltern für sie angefertigt werden.
Gowns:

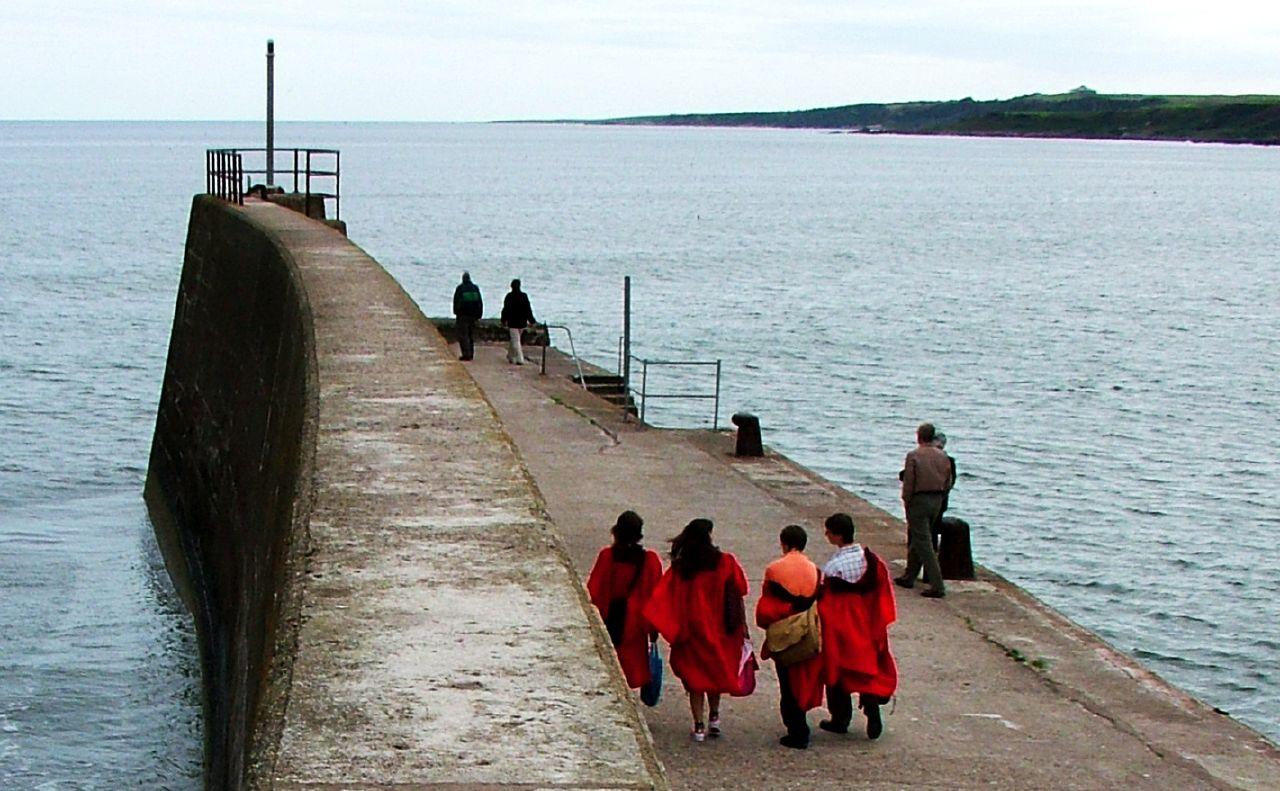
Bachelorstudenten beim traditionellen sonntäglichen Pierspaziergang im Talar

Eine der auffälligeren Traditionen in St Andrews ist das Tragen von Talaren (engl. gowns). Diese werden zu feierlichen Anlässen, Gottesdiensten, Spaziergängen oder auch Klausuren getragen. Die Talare wurden im Jahre 1672 eingeführt, um Kontrolle über die ausschweifenden Tavernenbesuche der Studenten zu erhalten.

## Alumni (Auszug)

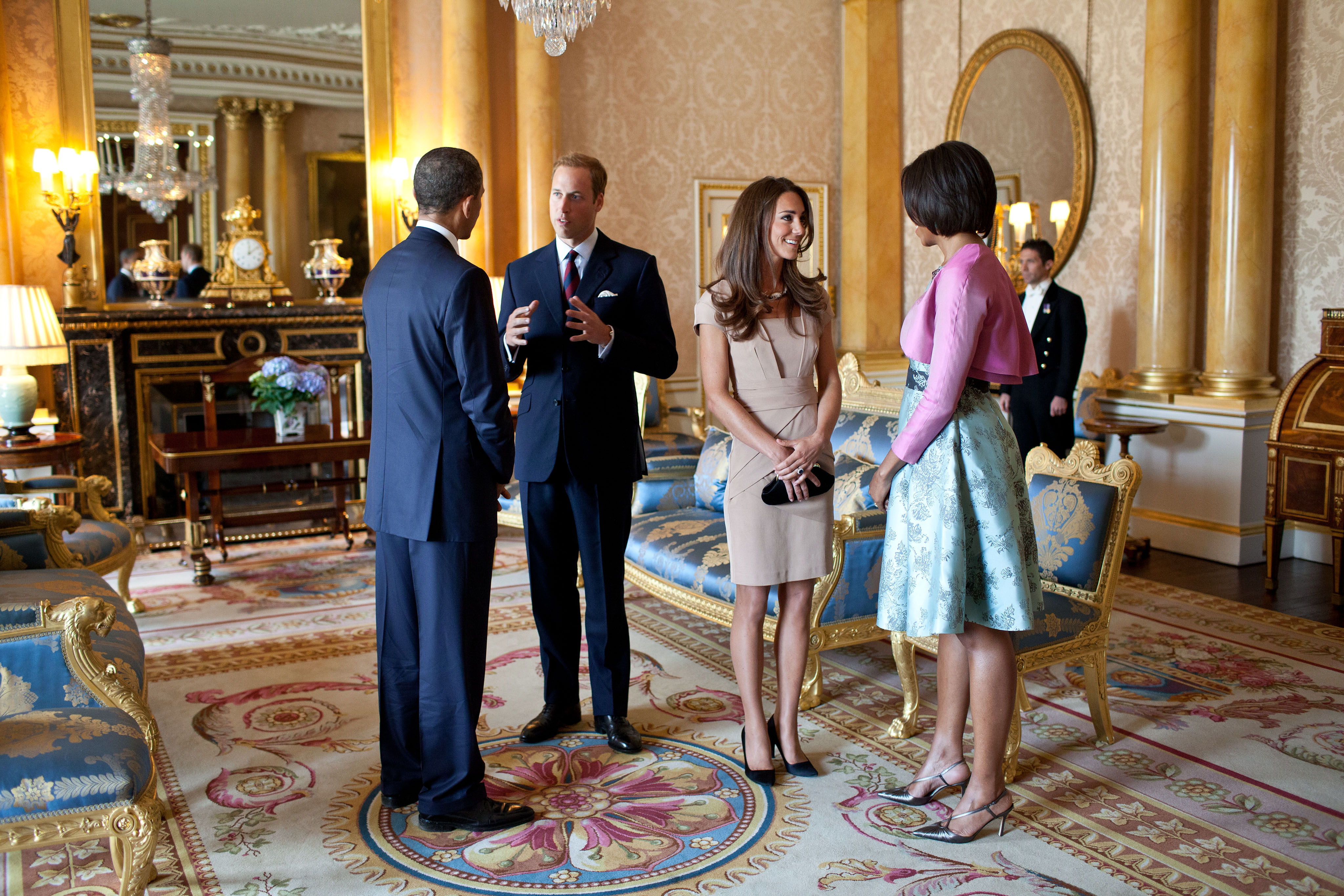
Prinz William und Catherine Mountbatten-Windsor, hier mit US-Präsident Barack Obama und seiner Frau

### Adel
- Prinz William (William Mountbatten-Windsor) (Herzog von Cambridge und Prinz von Großbritannien und Irland) (* 1982), Kunstgeschichte und Geographie, 2001–2005
- Catherine Mountbatten-Windsor, geb. Catherine Elizabeth „Kate“ Middleton (Herzogin von Cambridge, Ehefrau von William Mountbatten-Windsor) (* 1982), Kunstgeschichte, 2001–2005
- König James II von Schottland (1430–1460)
- Scheich Zayed Bin Sultan Sohn und Berater des Präsidenten der Vereinigten Arabischen Emirate Scheich Chalifa bin Zayid Al Nahyan[37]
- James Graham (1612 (vermutlich)–1650), 1. Marquess of Montrose, “The Great Montrose”. General der schottischen Royalisten während der Kriege der drei Königreiche James Graham, 1st Marquess of Montrose

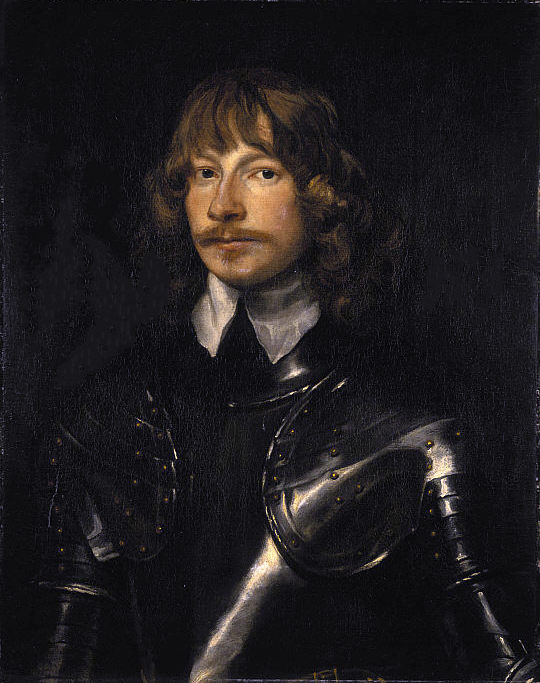
James Graham, 1st Marquess of Montrose

- John Graham of Claverhouse (1648–1689), schottischer Adeliger, auch bekannt als „Bonnie Dundee“. Anführer des ersten Jakobiteraufstandes gegen die britische Krone im Jahr 1689

### Wirtschaft und Politik
- Olivier Sarkozy französisch-amerikanischer Investmentbanker, (Halbbruder von Nicolas Sarkozy, ehem. französischer Staatspräsident)
- Sir Robert John Sawers (* 1955), Leiter des britischen Geheimdienstes MI6 und ehemaliger Botschafter Großbritanniens bei der UN.
- Sir John Rose (Rolls-Royce), ehemaliger Vorstandsvorsitzender von Rolls-Royce
- Lord Colonsay (Duncan McNeill), 1st Baron Colonsay, ehemaliger britischer Lord Advocate und Lord Justice General
- Lord William Cullen, Baron Cullen of Whitekirk, ehemaliger Lord President des Court of Session und Lord Justice General
- Alex Salmond (1954–2024), Erster Minister und Parteivorsitzender der Scottish National Party Alex Salmond, Erster Minister

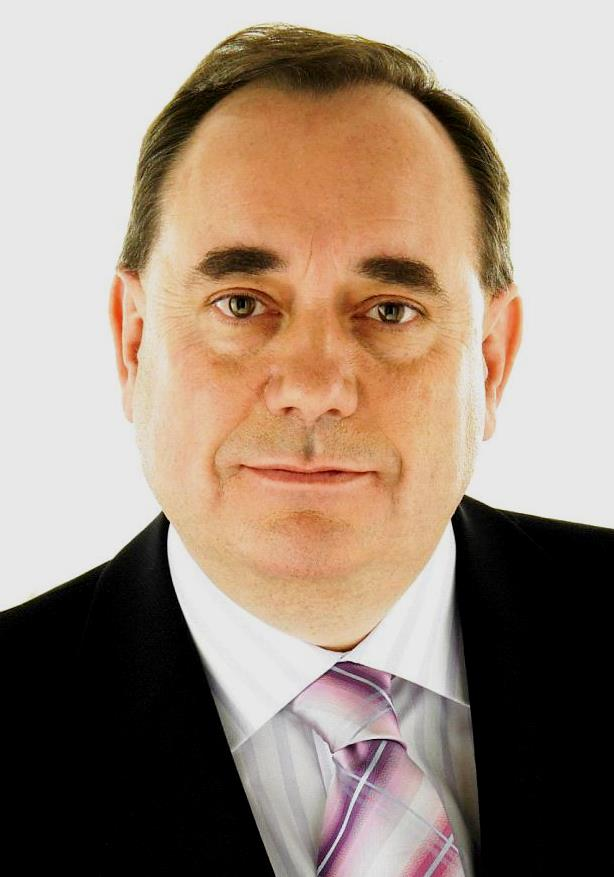
Alex Salmond, Erster Minister

- James Wilson (1742–1798), Gründervater der USA, Mitunterzeichner der amerikanischen Unabhängigkeitserklärung
- Jean Paul Marat (1743–1793), Arzt und Sprachrohr der Jakobiner während der Zeit der Französischen Revolution

### Wissenschaften
- James W. Black (1924–2010), Nobelpreisträger in Medizin (1988)
- Walter Norman Haworth (1883–1950), Nobelpreisträger in Chemie (1937)
- Alan MacDiarmid (1927–2007), Nobelpreisträger in Chemie (2000)
- Peter Branscombe (1929–2008), Literatur-, Musik- und Theaterforscher mit Schwerpunkt Österreich
- G. W. S. Barrow (1924–2013), bedeutender britischer Historiker
- John Napier (1550–1617), Mathematiker, Naturgelehrter und Erfinder der Logarithmusfunktionen

### Kunst und Medien
- Ian McDiarmid (* 1944), britischer Schauspieler und Regisseur (u. a. bekannt als der Imperator / Darth Sidious  aus den Star-Wars-Filmen)
- Robert Fergusson (1750–1774), Dichter

### Philosophie
- Sir Eric Anderson, Provost des Eton College
- Robert Balfour, Philosoph
- Herbert James Paton (1887–1969), Philosoph
- Abigail Thorn (* 1993), Youtuberin

## Liste der Rektoren

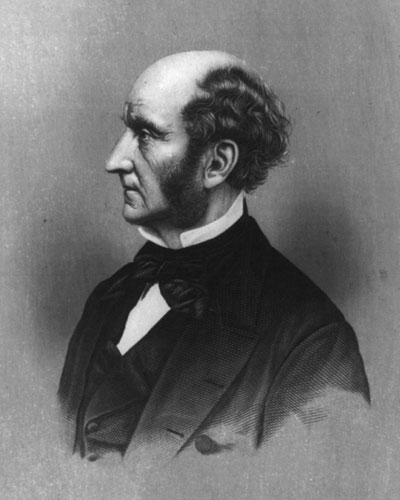
John Stuart Mill, Ökonom und Philosoph

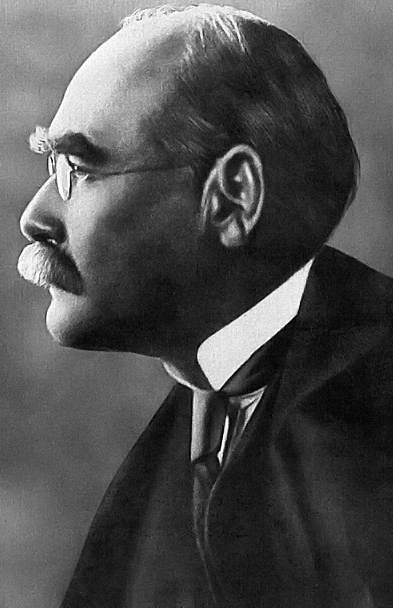
Rudyard Kipling, Schriftsteller und Dichter, Autor von Das Dschungelbuch

- 1859–1862 Sir Ralph Anstruther

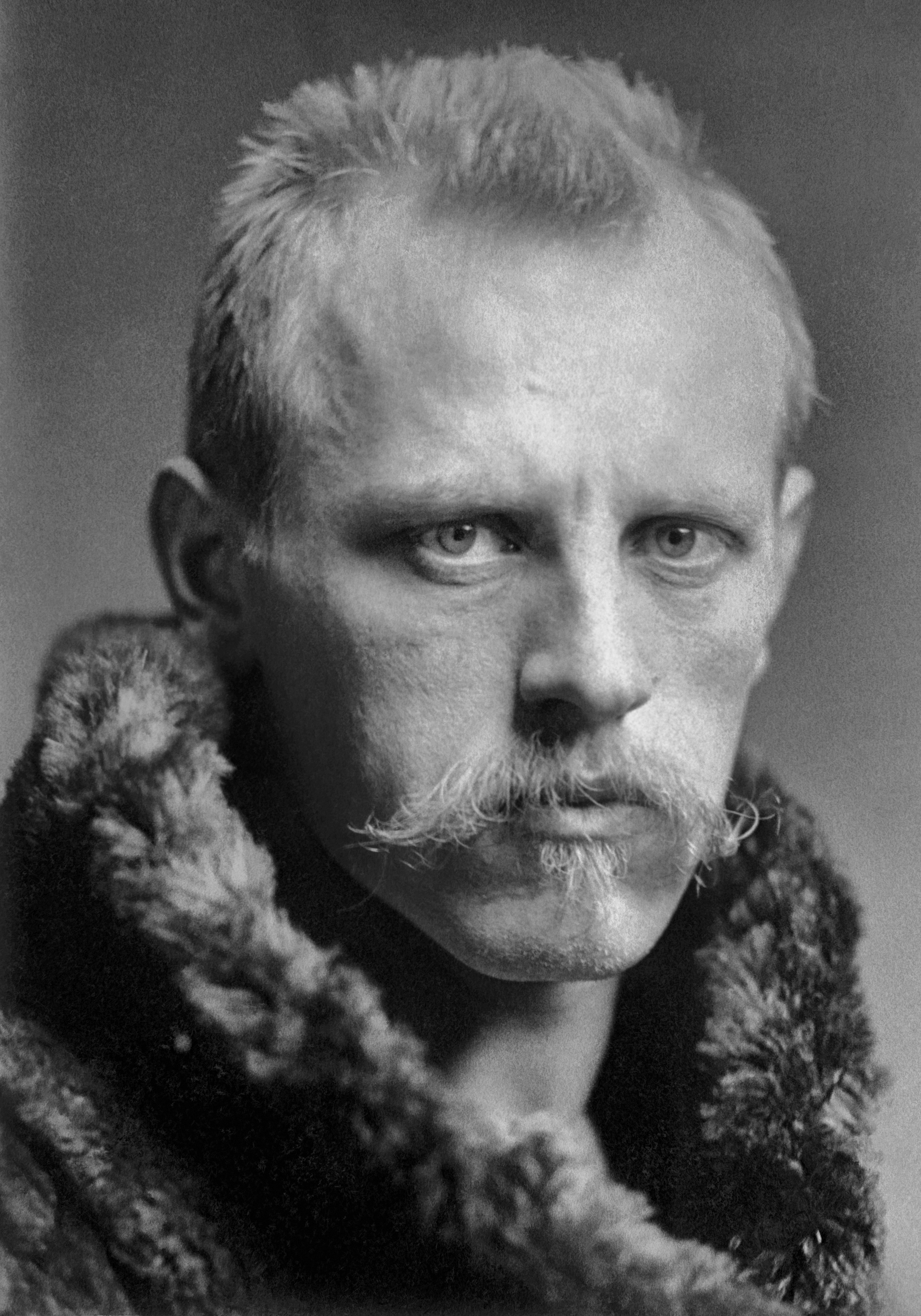
Fridtjof Nansen, Zoologe, Polarforscher, Friedensnobelpreisträger; führte die Nordpolarexpedition (1893–1896) durch

- 1862–1865 William Stirling-Maxwell
- 1865–1868 John Stuart Mill
- 1868–1871 James Anthony Froude
- 1872–1874 Charles Neaves
- 1874–1877 Arthur Penrhyn Stanley
- 1877–1880 Roundell Palmer, 1. Earl of Selborne
- 1880–1883 Sir Theodore Martin
- 1884–1886 Donald Mackay, 11. Lord Reay
- 1886–1889 Arthur Balfour
- 1889–1892 Frederick Hamilton-Temple-Blackwood, 1. Marquess of Dufferin and Ava
- 1892–1898 John Patrick Crichton-Stuart, 3. Marquess of Bute
- 1898–1901 James Stuart
- 1901–1907 Andrew Carnegie
- 1907–1910 John Lubbock, 1. Baron Avebury
- 1910–1913 Archibald Primrose, 5. Earl of Rosebery
- 1913–1916 John Hamilton-Gordon, 1. Marquess of Aberdeen and Temair
- 1916–1919 Field Marshal Sir Douglas Haig
- 1919–1922 Sir J. M. Barrie
- 1922–1925 Rudyard Kipling
- 1925–1928 Fridtjof Nansen
- 1928–1931 Sir Wilfred Grenfell
- 1931–1934 Field Marshal Jan Smuts
- 1934–1937 Guglielmo Marconi
- 1937–1938 Robert MacGregor Mitchell
- 1938–1946 Sir David Munro
- 1946–1949 Sir George Cunningham
- 1949–1952 David Cecil, Lord Burghley
- 1952–1955 David Lindsay, 28. Earl of Crawford
- 1955–1958 David Maxwell Fyfe, 1. Viscount Kilmuir
- 1958–1961 Robert Boothby, Baron Boothby
- 1961–1964 C. P. Snow
- 1964–1967 Sir John Rothenstein
- 1967–1970 Sir Learie Constantine (ab 1969 Baron Constantine)
- 1970–1973 John Cleese
- 1973–1976 Alan Coren
- 1976–1979 Frank Muir
- 1979–1982 Tim Brooke-Taylor
- 1982–1985 Katharine Whitehorn
- 1985–1988 Stanley Adams
- 1988–1991 Nicholas Parsons
- 1991–1993 Nicholas Campbell
- 1993–1999 Donald Findlay
- 1999–2002 Andrew Neil
- 2002–2005 Sir Clement Freud
- 2005–2008 Simon Pepper
- 2008–2011 Kevin Dunion
- 2011–2014 Alistair Moffat
- 2014–2017 Catherine Stihler
- 2017–2020 Srđa Popović[38]
- 2020 Leyla Hussein[39]

## Struktur
Die Universität beherbergt 19 Institute, die in vier Fakultäten unterteilt sind:
- Faculty of Arts[40]
  - Kunstgeschichte
  - Classics
  - Wirtschaft und Finanzen
  - Anglistik
  - Filmstudien
  - Geschichte
  - Internationale Beziehungen
  - Management
  - Moderne Sprachen
  - Philosophie
  - Soziale Anthropologie

- Faculty of Divinity[41]
  - Bibelkunde
  - Neue Testament
  - Theologie
- Faculty of Medicine[42]
  - Medizin (Bute Medical School)
- Faculty of Science[43]
  - Biologie
  - Chemie
  - Informatik
  - Geo- und Umweltwissenschaften
  - Geographie und nachhaltige Entwicklung
  - Mathematik und Statistik
  - Physik und Astronomie
  - Psychologie und Neurowissenschaften

Die Universität betreibt, heute zusammen mit dem North East Fife District Council, einen botanischen Garten (St Andrews Botanic Gardens), dieser leidet allerdings so an Geldmangel, dass er seine Glashäuser aufgeben muss.